# أنشطة المعجبين
يستخدم مصطلح «أنشطة المعجبين» للإشارة على الأنشطة الإبداعية الإنتاجية التي ينخرط فيها المعجبون، ولاسيما تلك الأنشطة المنتشرة في وسائل الإعلام أو بين الفرق الموسيقية. يمكن أن تشمل هذه الأنشطة إعادة كتابة أعمالٍ مكتوبة (من النوع الخيالي أو الخيالي المبتكر من قبل المعجبين أو مراجعة للأدب) أو إنشاء فن بصري أو فن بمساعدة الكمبيوتر أو فرق موسيقية أو فنون تطبيقية وتنكرية. 
على الرغم من أن المعجبين يستثمرون وقتًا كبيرًا في إنتاج هذه الأنشطة، كما أنه «يتم إنشاؤها في الغالب بقيم إنتاجية عالية مثل أي جهة رسمية»، إلا أن المعجبين يعرضون أنشطتهم الإبداعية كهواة، ليتمتع بها الآخرين دون طلب أي تعويض مالي. ويحترم المعجبون الهبة الاقتصادية التي يمتلكونها وغالبًا ما يخشون تشتت العلاقة بين المعجبيين عند طلب تعويض، بالإضافة إلى تدخل الشؤون القانونية غير المرغوب فيها من أصحاب حقوق الطبع والنشر، وقد تكون مهاراتهم الإنتاجية قابلة للتسويق، حيث أن بعض المعجبين يجدون عملاً بسبب أنشطة المعجبين.
وفي السنوات الأخيرة، أصبحت التكتلات الإعلامية أكثر وعياً بكيفية زيادة أنشطة المعجبين وتأثيرها على فعالية تطوير منتجات وسائل الإعلام والتسويق والإعلان والأنشطة الترويجية والتوزيع. ويسعون إلى استغلال أنشطة المعجبين للإعلانات ذات التكلفة المنخفضة والفعالة (مثل مسابقة Doritos Super Bowl Ad) في عام 2007، وفي نفس الوقت الذي يستمرون فيه بإرسال أمر التوقف إلى مبدعي هواة أنشطة المعجبين، مما يهدد الإجراء القانوني والذي يجعل مجموعة حقوق المعجبين مثل منظمة الأعمال التحويلية باستجوابهم بشكل متزايد، لتؤكد قانونيا أن المنتجات المحولة ملكٌ للمعجبين.
ومصطلح«محتوى المستخدم» أعم من مصطلح «عمل المعجبين» وأكثر ارتكازا على الإنترنت، حيث أصبح شائعًا بالويب، وغالبًا ما يعد أيضًا نوعًا من العمل التطوعي الافتراضي.

## أصناف الأنشطة
يستخدم المعجبون جميع أشكال الفن للتعبير عن إبداعهم فيما يتعلق بحياتهم.

### الفنون الأدبية: خيال المعجبون، والمراجعة
إن «خيال المعجبون» هو أكثر أعمالهم شهرة على نطاق واسع، ويمكن القول أنه أقدمهم، وقد بدأ في وقت مبكر من القرن السابع عشر. وإن قصص خيال المعجبين ("fic fan") هي أعمال أدبية ينتجها المعجبون بدلا من المنتجين الأصليين باستخدام وسائط الإعلام، وقد تتوسع حبكة القصة الأصلية بزيادة فقرة أو علاقة الشخصية أو المواقف والكيانات التي تم ذكرها في العمل الأصلي، ونادرًا ما يتم توثيق أعمال خيال المعجبين أو تفويضها سواء من المؤلف الأصلي أو مبدعها أو ناشرها، وتقريبا لا يتم نشرها على المستوى المهني مطلقًا. 
وقد أدى ظهور مستودعات الإنترنت التي تم إنشاؤها لأرشفة وتوصيل قصص خيال المعجبين إلى نشاط جديد: هو تحليلات المعجبون. تركز هذه الممارسة على عمل المعجبين بحيث تحلل وتصور استخدام علامات وفئات المحتوى، بالإضافة إلى مقاييس أخرى، مثل عدد النتائج وعدد الكلمات من أجل مناقشة الاتجاهات والتغيرات والتنبؤ بها.

### الفنون المرئية التقليدية: الفن وتصميم الجرافيك
فن المعجبين هو عمل فني مقتبس من شخصية، أو رداء تنكري، أو مادة، أو قصة قام بتأليفها شخص أخر غير الفنان. عادة ما تنتمي الأعمال الفنية لأنشطة المعجبين للهواة والفنانين بدون أجر مادي، وبالإضافة إلى اللوحات والرسوم التقليدية، وفنانو المعجبين قد يصممون لوحات إعلانية على الويب أو مجسمات أو ويب يستند للرسوم المتحركة، وكذلك الصور الملصقة، والملصقات الإعلانية وتمثيل فني لاقتباسات فيلم/برنامج/كتاب. 

### الفنون المرئية بإنتاج الكمبيوتر: أفلام المعجبين، ومقاطع فيديو المعجبين، وألعاب المعجبين، وتصميم الرسوم المتحركة

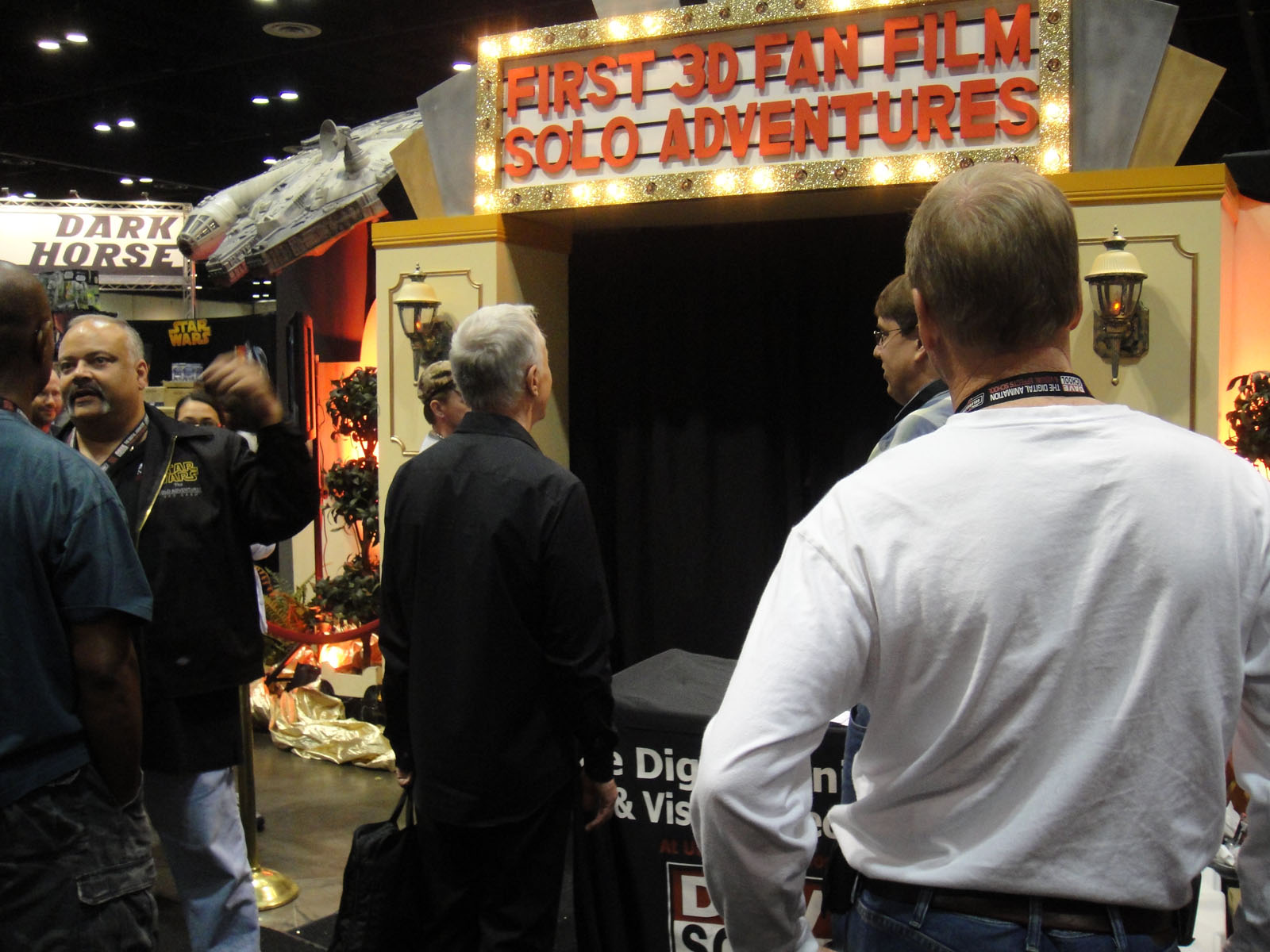
جناح في مؤتمر يعرض فيلمًا من صنع أحَد المعجبين مستوحى من سلسلة أفلام حرب النجوم

أفلام المعجبين هي أفلام أو مقاطع فيديو مستوحاة من مصدر إعلامي، التي يصممها ويبتكارها المعجبين بدلا من مصدر أصحاب حقوق الطبع والنشر أو مصممي هذه الأفلام. أفلام المعجبين تختلف في مدة إعلانات الأفلام القصيرة للصور المتحركة من إعلانات الصور المتحركة التي تكون مكتملة المدة ونادرة الوجود. 
(فان فيدز) هي مقاطع موسيقى تحليلة صممت بواسطة فيديوهات متزامنة مأخوذة من برامج تلفيزيونية أو أفلام مع موسيقى التي تروي قصة أو تثير الجدل، وإن مصممي مقاطع الفيديو ومبتكري هذه الفيديوهات يطابقون بحذر عناصر الصوت مع الفيديو لرواية قصة أو تعديل مزاج معين
ألعاب المعجبين: هي ألعاب فيديو يصنعها المعجبين بناءًا على لعبة فيديو واحدة أو أكثر؛ وأن الغالبية العظمى من ألعاب المعجبين التي أكملت بنجاح ونشرت هي ألعاب المغامرة، وهناك العديد من ألعاب المعجبين التي تسنتسخ تصميم اللعبة الأصلي وطريقة اللعب والشخصيات، وأيضا من الشائع أن يقوم المعجبون بتطوير لعبة فريدة باستخدام نموذج آخر فقط كقالب.
تُطَوّر ألعاب المعجبين لتصبح ألعابًا مستقلة بمحركاتها الخاصة، أو تكون هذه الألعاب تعديلات على ألعاب موجودة «تعتمد» على محركات أخرى.
بدأ محبو ألعاب الفيديو بتصميم الرسوم المتحركة المبنية على لعبة منذ عام 1996. يستخدم مصممو الرسوم المتحركة المبنية على لعبة محركات ألعاب الكمبيوتر لإنشاء «ممثلين» وإنشاء سيناريوهات ليقوموا بأدائها، مستخدمين أدوات تصميم أجساد وشخصيات اللعبة.
وتسجل السيناريوهات التي يقوم بأدائها الشخصيات الممصمة بجهاز الحاسب وتوزع على المشاهدين عبر الإنترنت، تميل هذه الفيديوهات (وإنشائها) إلى أن تكون أكثر شعبية عند الذكور.
وعمل المعجبين في مجال البرمجيات وخاصة في تصميم ألعاب الفيديو، موجود أيضًا على عدة أشكال، منها: فان باتش (تعديل المعجبين على الخلل الصناعي في اللعبة الأصلية) وترجمة المعجبين للعمل الأصلي، وتعديل المعجبين لطريقة اللعب في اللعبة الأصلية، وتجديد الألعاب القديمة، وسرفر إميولايتورز (server emulators) وهي محاكاة للخادم الأصلي للعبة، وسورس بورتس (source ports) وهي أن يقوم المعجبون بوضع برمجة اللعبة الأصلية ببرامج أخرى.

### الفنون الموسيقية: الغناء الشعبي
الغناء الشعبي هو ثقافة وأسلوب ومجتمع موسيقي مرتبط بالخيال العلمي أو المعجبين الخياليين، يشمل الكتابة وعرض الأغاني المستوحاة من المعجبين وغيرها من سمات -الغناء الشعبي-. والغناء الشعبي غالباً مايكون في مجموعات صغيرة في اجتماعاتهم وغالباً ماتكون في وقت متأخر من الليل بعد ما تنتهي الاجتماعات الرسمية الأخرى المجدولة لليوم، وبالإضافة إلى أن هناك اجتماعات شعبية مخصصة في كندا وإنجلترا وألمانيا والولايات المتحدة الأمريكية. 
 بعض المعجبين معروفين بإنتاج موسيقى كنوع من أعمال المعجبين التي من غير المعتاد تصنيفها كغناء شعبي. 

### الفنون التطبيقية: صناعة الأزياء ومزج أصناف الشاي
يقوم المصممون في صناعة الأزياء بتجميع وخياطة الألبسة التي تعكس أو تتناسب مع شخصيات أو محيط هدف نشاط المعجبين. وتتخطى صناعة الأزياء في الغالب الخياطات الأساسية، وقد تتضمن تقنيات متطورة متقدمة مثل استخدام المكونات الهيدرولكية لفتح وغلق الأجنحة، أو طرائق تصنيعات معقدة مثل صناعة زي درعي واق من الصفر باستخدام قالب مفرغ ولدائن مدعمة بألياف زجاجية. 
وفي خلط أصناف الشاي المستوحاة من المعجبين، يمزج هؤلاء المبدعون أنواع الشاي، والأعشاب، والمسكرات، والفواكة، و/أو التوابل المميزة لينتجوا خليطًا يجسد شخصية تلفزيونية، أو سينيمائية، أو شخصية من كتب القصص المصورة، أو شخصية تمثل الطبيعة أو جانب منها، وعادةً ما يشترك معجب الفن في تأليف اسم الشاي المصمم حسب الطلب. وأورد الراديو الوطني العام (إن بي أر) أن هذا النشاط بدأ في عام 2012 ولا يزال هناك «أكثر من ألف مصمم ومستخدم لأنواع الشاي المستوحاة من المعجبين» متوفرًا.

## نظريات وأمثلة اقتصادية
مع أن المعجبين يقضون أوقات طويلة في إنتاج هذه الأعمال الإبداعية إلا أن أغلبهم يجعلها متاحة ليستمتع بها الجميع مجانا، ويستخدم أغلب المعجبين النموذج اقتصادي مكافأةً لعملهم بميزات مثل عزو الحقوق والشهرة والسمعة الحسنة بدلا من المال.

### الاقتصاد المجاني
الاقتصاد المجاني هو الاقتصاد أكثر شيوعا وارتباطًا بأشغال المعجبين. والاقتصاد المجاني في العلوم الاجتماعية هو مجتمع تقدم فيه المنتجات والخدمات القيمة بدون أي اتفاق صريح لأخذ مكافاة مباشِرة أو مُستقبلية (لا يوجد مقايضة رسمية). والوهب المثالي والمتزامن والمتكرر ينشر الأشياء القيمة ويعيد نشرها في المجتمع. 
ويظهر الاقتصاد المجاني في ممارسات المعجبين بكتابة أو نشر قصة (الهدية المعطاة/ المبادلة) مُتبعةً بقراءة القصة (قبول الهدية واكمال التبادل الأولي) وأخيرا اعطاء تغذية راجعة للكاتب الأصلي ومن الممكن تناقل هذا العمل مع الآخرين أو إرسال عنوانه في الإنترنت ليراه الآخرين (إرسال الهدية المتبادلة.)
وقد تكون الهدية أيضا عمل فائض قام به الموظف زيادة على عمله الأساسي ويكون قد صنعه ليس من أجل المعجبين الآخرين بل من أجل إجبار وسائل الإعلام الخاصة البديعة لتلاحظ امتنانهم ولعمل شيء للمعجبين بالمقابل، وهذه الهدايا المجانية تعتبر مثل العروض تم صنعها لإظهار الإعجاب لما ينتجه هؤلاء المنتجين المبدعين وأيضا قد يكون لتشجيع المنتجين ليبدعون أكثر، وهذا ما كان يفعله معجبين المسلسل التلفزيوني فايرفلاي (Firefly)، فقد قام هؤلاء المعجبين بأنشطة كبيرة لإظهار اعجابهم، مثل المناسبات الخيرية وأنشطة التسويق الإبداعي وقاموا أيضا بتسجيل فيديوهات يعبرون فيها عن اعجابهم وبإنتاج موسيقى الفليك (نوع من أنواع الموسيقى ينتجه المعجبين) لإقناع الاستديو لاطلاق سلسلة أفلام تابعة لمسلسلٍ بعد توقفه.
ويختلف نظام الاقتصاد المجاني عن نظام المقايضة وعن نظام التسويق، وينظر الكثير من المعجبين للاقتصاد المجاني من مبدأ «أنه يجعل المعجبين متميزين».  

### العلاقات بين المعجبين
أحد المكافآت المهمة لأعمال المعجبين هي تكوين العلاقات بين المعجبين المبدعين والمعجبين الآخرين بدلا من المكافأة المالية، والعلاقات التي كَوَّنها تبادل أعمال المعجبين غالبا ما تكون بقدر أهمية وقد تكون أكثر أهمية من تبادل المنتجات الأصلية، والتركيز على العلاقات يفصل اقتصاد ممارسات المعجبين عن ممارسات الرأس مالية في الحياة اليومية. 
ومن وجهة نظر علم الأنثروبولوجيا الاقتصادية فاللذي ينتجة المعجبين هو نوع من الثراء الثقافي وهو مهم لاستطاعتهم للربط بين أعمال المعجبين ومبدعيها الأصليين ووسائل الاعلام الأصلية بمناقشة ومبادلة أعمال المُعجبين، وبعبارة أخرى فإن المعجبين يربطون بين مواقع وسائل التواصل الاجتماعي وبين المعجبين الآخرين. 

### تقديس صاحب موقع وسائل الاعلام
ومن وجهه نظر أخرى لعلم الأنثروبولوجيا الاقتصادية فممارسات المعجبين الابداعية هي عمل يتم نسبيا باستمرار، وهي تساعد للبقاء على اتصال بمواقع وسائل الاعلام نفسها (الاسلاف أو الإله)، وعند إنتاج المعجبين لهذه الأعمال فهم يستطيعون تقليد «أعمال الآلهة أو الاسلاف أو الأبطال الابداعية المبتكرة.»

### طقوس علم الأثروبولوجيا
يشارك المعجبين في حرفة ماهرة " أعمال منتَظِمة" في طقوس اقتصادية، وأنواع الأشياء التي ينتجها المعجبين ويستهلكونها باستمرار تعيد هيكلة نظرة المؤلفين والقراء وتغيرها بسبب المعجبين، مثلا عندما يرون أن أغلب المعجبين يريدون أن يكون هناك علاقة حب بين شخصين، وهذه الاختيارات تعكس العلاقات التي يبنيها المعجبين من نظرتهم لمنزلتهم عند المعجبين بما في ذلك ارتباطهم بمواقع الاعلام وهياكل المؤوسسات ومنتجاتها، لذا يشارك المعجبين " في إقامة نشاطات وهويات ومعاني ونصوص بديلة وصور وأغراض فردية أو جماعية متداخلة وقد تكون متعارضة.
والمنتجات التي يصنعها المعجبين نتيجة لتلك الطقوس تكون متشبعة بقيم المعجبين الآخرين الاجتماعية، وهي تقدر قيمتها من من حيث أنها منتجات المعجبين، وأيضا هذه المنتجات تدعم رغبة المعجب المبدع بأن يقدره أقرانه.

## منتجات المعجبون والمال
هناك نوعان من المعجبين، أولئك الذين يريدون رؤية نماذج جديدة من المكافأة المتقدمة والذين يشعرون بأن «الحصول على مكافأة مدفوعة يقلل من شأنهم.» [بحاجة لمصدر]
على سبيل المثال، تخشى ريبيكا توشنيت من أنه «إذا أصبحت منتجات المعجبين بوابات معروفة جيداً للشهرة والثروة المشروعة أن يكون هناك مبادلة بين الحوافز النقدية والمجتمعية لتخلقها». على النقيض من ذلك، تقترح أبيجيل دي كوسنك ذلك، بما أن المعجبين يشكلون حتمًا جزءًا من الاقتصاد النقدي بطريقة أو بأخرى، يجب أن يتمكن المعجبون من الاستفادة من الأشخاص الذين يستفيدون منها.

### التناقض فيما يتعلق بالتعويض النقدي
المعجب الذي يقوم بعمله الإبداعي مع احترامه لممتلكات وسائل الإعلام الأصلية أو الممثل أو ممتلكات المعجبين الأخرين بشكل عام يكسب مكانة شعبية اجتماعية في عالم الشهرة. وعلى أي حال إن المعجبين الأخرين يتجنبون الذين يحاولون بيع منتجاتهم الإبداعية، التي تخضع لإجراءات قانونية محتملة، وغالبًا ما يصنفونهم بأنهم «المتسابقون» بدلاً من المعجبين الحقيقيين.
غالبًا ما يخاف المعجبين أيضًا من أن تدفيع المعجبين الآخرين لمنتجاتهم الإبداعية، مثل zines ، وأشرطة الفيديو، والأزياء، والفن، وما إلى ذلك، فإنه سيؤدي إلى تغيير جذري في العلاقة بين المعجبين، فضلاً عن جذب انتباه قانوني غير مرغوب فيه من أصحاب حقوق الطبع والنشر، وقد تحقق هذا الخوف في أكثر من حالة واحدة، مثل إزالة السلعة من أمازون لـ Another Hope، وهو كتاب خيالي من المعجبين في عالم Star Wars.
ولكن يشارك بعض المعجبين في التبادل الربحي لإبداعاتهم في ما يعرف باسم «السوق الرمادية». يعمل السوق الرمادي بشكل رئيسي من خلال عروض البيع و «تحت الطاولة»، ويوفر منتجات ذات جودة متفاوتة، وعلى الرغم من أن هذه الأنشطة تجارية، فإنه لا يزال من المتوقع أن لا يقوم البائعين المعجبين بتحقيق قدر كبير من الأرباح، حيث يتقاضون ما يكفي لتغطية النفقات، ويحاول بعض الموردين عدم ترقيم منتجاتهم على الإطلاق، وسيستخدمون تلك المعلومات في معلوماتهم الترويجية، في محاولة لتأمين ثقة المعجبين الآخرين الذين قد ينظرون إلى الجمهور الذي يحقق أرباحًا. 
فن المعجبون هو أحد الاستثناءات، حيث يقوم الفنانون عادةً ببيع أعمالهم في الأماكن العامة في المؤتمرات وغيرها من تجمعات المعجبين، وكذلك على مواقع الويب الخاصة بهم. أقام العديد من الفنانين المعجبين واجهات متاجر التجارة الإلكترونية من خلال البائعين مثل CafePress و Zazzle ، والتي تسمح للعملاء بشراء سلع مثل القمصان، والشنط، والأكواب مع تصميم المعجب مطبوع عليها. 
كما أصبحت صناعة الأفلام أكثر تجاريا، مع العديد من شركات الأفلام (The Great LukeSki ، Voltaire ، The Bedlam Bards ، إلخ.) إنتاج وبيع أشرطة filk ، CDs و DVDs من أدائهم. 

### أسواق الطرف الثالث
تشتري بعض الشركات الإضافات أو عناصر اللعبة التي ينشئها المعجبون. تدير شركات أخرى أسواق لعشاق بيع هذه العناصر إلى معجبين آخرين للحصول على مكافأة مالية.

### القضاء على أنشطة المعجبين
في السنوات الاخيرة، ارسل أصحاب حقوق الطبع والنشر خطابات إيقاف ومنع البائعون والمؤلفون مرارا وتكرارا وكذلك طالبوا بإرجاع رسوم الرخص أو فرض غرامة انتهاك حقوق الطبع والنشر. غالبا مثل هذه الحالات يتم تسويتها خارج المحاكم، ولكن عادة تكون النتيجة بتوقف البائعين عن بيع هذه المنتجات بشكل نهائي، أو تعديلها بشكل كبير امتثالا لمتطلبات مالك حقوق الطبع والنشر.  

## القضايا القانونية
معظم منتجات المعجبين هي أعمال مشتقة، بهذه الطريقة تكون بإضافات ابداعية أو تعديلات لعمل حقوق الطبع والنشر الحالية، أو تكون بالأصل ابداعية أي أنها تكون ملهمة بواسطة عمل محدد لحقوق الطبع والنشر. كل أو بعض هذه الأعمال قد تفشل في التصنيف القانوني لتحويل الأعمال (مثل النسخة الأصلية لأدب ساخر)، والذي هو محمي كمسمى (الأستخدام العادل) تحت قانون الولايات المتحدة لحقوق الطبع والنشر. ولكن بعض الشركات تستمر بمطالبة المعجبين أن يتوقفوا عن التعامل مع منتجاتهم بطرق أكثر إبداعا.

### دعم المعجبون
منتجات أعمال المعجبين قد تكون محمية من قبل مبدأ الاستخدام العادل التابع لقانون الولايات المتحدة لحقوق الطبع والنشر بناءا على عدة بنود: 

1- الهدف وشخصية المستخدم، ضمن أغراض تجارية أو لأغراض تعليمية غير ربحية. 
تشيلينغ افكتس (Chiling Effects) هو مشروع مشترك على الويب للمؤسسة إلكترونيك فرونتير وعدة جامعات مثل: هارفارد، ستانفورد، بيركلي، جامعة سان فرانسيسكو، جامعة ولاية ماين، كلية جورج واشنطن للحقوق، وكلية الحقوق في جامعة سانتا كلارا، والتي تغطي نفقات الدعاوي القضائية المتعلقة بحقوق الطبع والنشر، ولديها قسم خاص لتكريس أنشطة قصص المعجبين القانونية وكيفية محاربتها. 

### أصحاب حقوق الطبع والنشر يحاربون المعجبين
لوحظ في السنوات الأخيرة ازدياد الأنشطة القانونية من تكتلات إعلامية الذي يقوم بحماية حقوقهم الملكية الفكرية. بسبب تطور التكنولوجيا التي جعلت الاعلام تقوم بنشر وتعديل أعمالهم بشكل أسهل، أنشطة أعمال المعجبين قادمة تحت الفحص الدقيق الهائل. بعض المعجبين يَرَوْن أنهم محور موضوع الكف والتوقف عن إرسال الخطابات التي تطلب منهم إزالة المواد المسيئة على الويب، أو يتوقفون عن نشر أو بيع مادة تجعل أي شركة تؤمن بانتهاك حقوقهم للطبع والنشر. ونتيجة لتلك الأنشطة من قبل شركات الاعلام، بعض الاتفاقيات تمنع الفن بشكل نهائي من العروض التابعة لهم، وحتى إذا لم تعرض للبيع، فإن البائعين قد يقومون بإزالة التصاميم المسئية من موقعهم على صفحة الويب. 
<grammarly-btn>
</grammarly-btn>

## Works cited
- Appadurai, Arjun (1986) The social life of things: Commodities in cultural perspective. Cambridge: Cambridge University Press.
- Brown, Stephen (2007) "Harry Potter and the Fandom Menace". In Consumer Tribes, B. Cova, R.V. Kozinets and A. Shankar, eds. pp. 177–193. Oxford, Elsevier.
- Clerc, Susan (2002) Who Owns Our Culture? The Battle Over the Internet, Copyright, Media Fandom, and Everyday Uses of the Cultural Commons. Dissertation, Bowling Green State University. Ann Arbor, MI: ProQuest Information and Learning Co.
- Coppa, Francesca (2007) "A Brief History of Media Fandom". In Fan Fiction and Fan Communities in the Age of the Internet, K Hellekson and K. Busse, eds. pp. 5–32. London, McFarland.
- Cova, Bernard, Robert V. Kozinets and Avi Shankar (2007) Consumer Tribes. Oxford, Elsevier.
- De Kosnik, Abigail (2009) Should Fan Fiction Be Free?. In Cinema Journal 48:118 (2009).
- Deuze, Mark (2007) Media Work. Cambridge, Polity Press.
- Fiske, John (1992) "The Cultural Economy of Fandom". In The Adoring Audience, Lisa A. Lewis, ed. pp. 30–49. London, Routledge.
- Gray, Jonathan, Cornel Sandvoss and C. Lee Harrington (2007) Fandom: Identities and Communities in a Mediated World. New York, New York University Press.
- Hellekson, Karen and Kristina Busse (2006) "Introduction: Work in Progress". In Fan Fiction and Fan Communities in the Age of the Internet, K Hellekson and K. Busse, eds. pp. 5–32. London, McFarland.
- Helms, Mary W. (1998)"Tangible Durability". In Access to Origins: Affines, Ancestors, and Aristocrats. M.W. Helms, ed. pp. 164–173. Austin: University of Texas Press.
- Isaac, Barry L. (1993) "Retrospective on the Formalist-Substantivist Debate". Research in Economic Anthropology 14:213-233.
- Jenkins, Henry (2007a) Fans, Bloggers, and Gamers: Exploring Participatory Culture. New York, New York University Press.
- Jenkins, Henry (2007b) "Afterword: The Future of Fandom".In Fandom: Identities and Communities in a Mediated World. J. Gray, C. Sandvoss and C.L. Harrington, eds. pp. 357–364. New York, New York University Press.
- Jenkins, Henry (2006) Convergence Culture: Where Old and New Media Collide. New York, New York University Press.
- Keen, Andrew (2007) The Cult of the Amateur: How Today's Internet is Killing Our Culture. New York, Doubleday.
- Kozinets, Robert V. (2007) "Inno-tribes: Star Trek as wikimedia". In Consumer Tribes, B. Cova, R.V. Kozinets and A. Shankar, eds. pp. 177–193. Oxford, Elsevier.
- Mauss, Marcel (1990) The Gift: The Form and Reason for Exchange in Archaic Societies. W.D. Halls, transl. London: Routledge.
- MacDonald, Heidi (2006) "Star Wars POD Fan Fiction Flap". in Publishers Weekly; May 1, 2006, 253, 18. p. 6.
- Polanyi, Karl (1957) "The Economy as Instituted Process". In Trade and market in the Early Empires: Economies in History and Theory. C.M.A. K. Polanyi, H.W. Pearson, ed. pp. 243–270. Glencoe, Illinois: The Free Press.
- Thorne, Scott and Gordon C. Bruner (2006) "An exploratory investigation of the characteristics of consumer fanaticism. Qualitative Market Research; 2006; 9, 1. p. 51. http://www.emeraldinsight.com/1352-2752.htm.
- Thorsby, David (2001) "Introduction". In Economics and Culture. pp. 1–18. Cambridge, UK: Cambridge University Press.
- Tushnet, Rebecca (2004) "Copy This Essay: How Fair Use Doctrine Harms Free Speech and How Copying Serves It". In The Yale Law Journal. 114(3):535-590.https://www.jstor.org/stable/4135692.
- Tushnet, Rebecca (2007) "Payment in Credit: Copyright Law and Subcultural Creativity". In Law & Contemporary Problems. 70:135-174. https://web.archive.org/web/20111022075956/http://www.law.duke.edu/journals/lcp/. http://scholarship.law.duke.edu/cgi/viewcontent.cgi?article=1424&context=lcp.
- Wells, E. Christian and Karla Davis-Salazar (2007) "Mesoamerican Ritual Economy: Materialization as Ritual and Economic Process". In Mesoamerican Ritual Economy: Archaeological and Ethnological Perspectives, E. C. Wells and K. L. Davis-Salazar, eds. pp. 1–26. Boulder, University Press of Colorado.
- Wilk, Richard R. and Lisa C. Cliggett (2007) Economies and Cultures: Foundations of Economic Anthropology. Boulder, Colorado: Westview Press.
- Woo, Jisuk (2004) "Redefining the 'Transformative Use' of Copyrighted Works: Toward a Fair Use Standard in the Digital Environment". In Hastings Communications and Law Journal. Retrieved from Lexis-Nexis service, University of South Florida Library.

## روابط خارجية
- http://chillingeffects.org/
- http://transformativeworks.org/
- http://cyberlaw.stanford.edu/node/5748 Coverage of the Harry Potter Lexicon Trial